# Ugwunagbo
Ugwunagbo è una città della Repubblica Federale della Nigeria appartenente allo Stato di Abia. 
È il capoluogo dell'omonima area a governo locale (local government area) che si estende su una superficie di 108 km² e conta una popolazione di 97.710 abitanti.